# Gambie (fleuve)
Pour les articles homonymes, voir Gambie (homonymie).
Le fleuve Gambie est un cours d'eau d'Afrique de l'Ouest qui traverse la Guinée, le Sénégal puis la Gambie, pays qui s'étend sur ses deux rives.

## Géographie
La Gambie prend sa source dans le massif du Fouta-Djalon, en Guinée. Dans son cours supérieur, elle s'oriente vers le nord-ouest en effectuant de nombreux méandres. À partir de la frontière entre la Guinée et le Sénégal, le dénivelé est faible. Le fleuve traverse le parc national du Niokolo-Koba et on peut y voir des hippopotames. Avec la rivière Koulountou, son affluent, il alimente aussi de nombreuses mares saisonnières ou permanentes qui constituent des points d'eau importants pour la faune sauvage de ce parc.
Sa longueur est de 1 150 km, dont 500 km sont navigables. 
Le fleuve se jette dans l'océan Atlantique au niveau de la ville de Banjul, capitale de la Gambie.
C'est au milieu de ce fleuve que se trouve l'île James, où sont les ruines du fort Saint-Jacques.

## Affluents

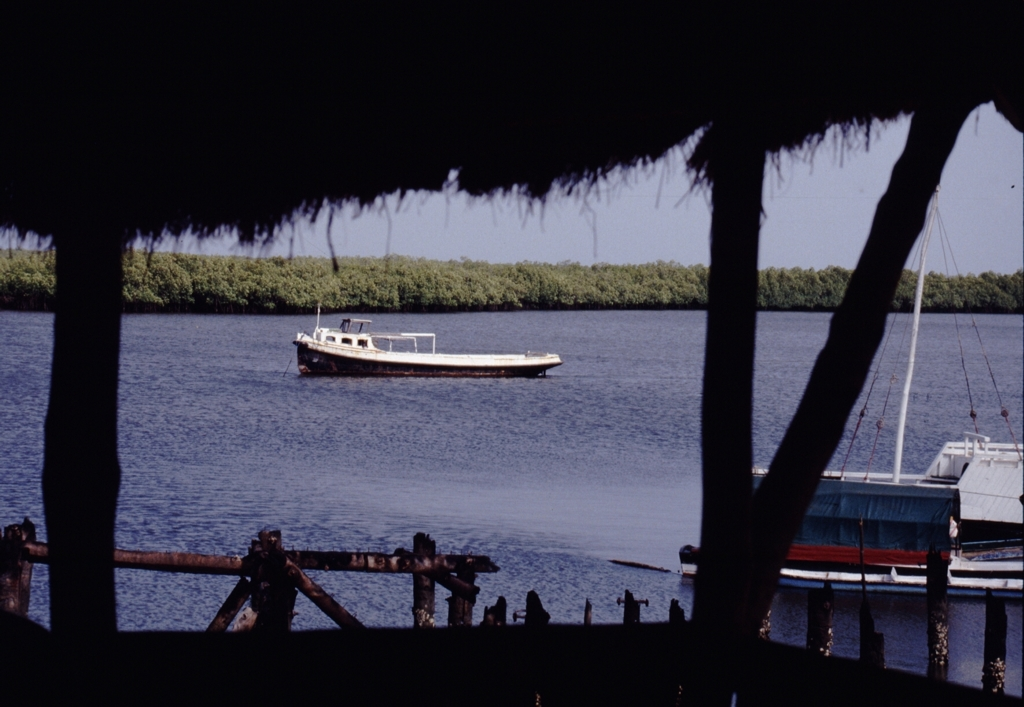
Autre vue du fleuve Gambie

- Le Koulountou qui conflue en rive gauche sur le territoire sénégalais. Le Niokolo-Koba et le Niéroko qui confluent en rive droite en drainant le Sénégal Oriental.

## Hydrométrie - Les débits à Gouloumbou
Le débit du fleuve a été observé pendant 25 ans (1970-1994) à Gouloumbou, localité sénégalaise située à la frontière Sénégal-Gambie, à quelque 348 kilomètres de l'océan.
À Gouloumbou, le débit annuel moyen ou module observé sur cette période a été de 149 m3/s pour une surface prise en compte estimée à 45 172 km2, soit environ 75 % de la totalité de son bassin versant. Ajoutons cependant qu'au long de son cours inférieur (en Gambie), le fleuve reçoit surtout des affluents venus du nord, au débit souvent négligeable. L'essentiel de ses eaux provient des régions du sud de son bassin, situées en Guinée.
La lame d'eau écoulée dans cette portion - de loin la plus importante - de son bassin atteint le chiffre de 104 millimètres par an, ce qui est fort modéré, mais assez normal pour un cours d'eau dont le bassin est avant tout recouvert de savanes.
La Gambie est un cours d'eau très irrégulier. Le débit moyen mensuel observé en avril (minimum d'étiage) n'atteint que 7,3 m3/s, soit plus de 90 fois moins que le débit moyen du mois de septembre, mois central de la saison des hautes eaux. Cette amplitude des variations saisonnières est élevée et souligne l'importante irrégularité saisonnière du fleuve. Sur la durée d'observation de 25 ans, le débit mensuel minimal a été de 1,0 m3/s, réduisant ainsi le fleuve à sa plus simple expression, tandis que le débit mensuel maximal s'élevait à 1 142 m3/s.